# Haylie McCleney
Haylie McCleney est une joueuse américaine de softball née le 11 juillet 1994 à Birmingham. Avec l'équipe des États-Unis, elle a remporté la médaille d'argent aux Jeux olympiques d'été de 2020 à Tokyo.
Elle est championne du monde de softball en 2016 et 2018, vice-championne du monde en 2014, médaillée d'or aux Jeux panaméricains de 2019 et finaliste de la Coupe du monde de softball en 2017.